# Cultureel studentencentrum Usva

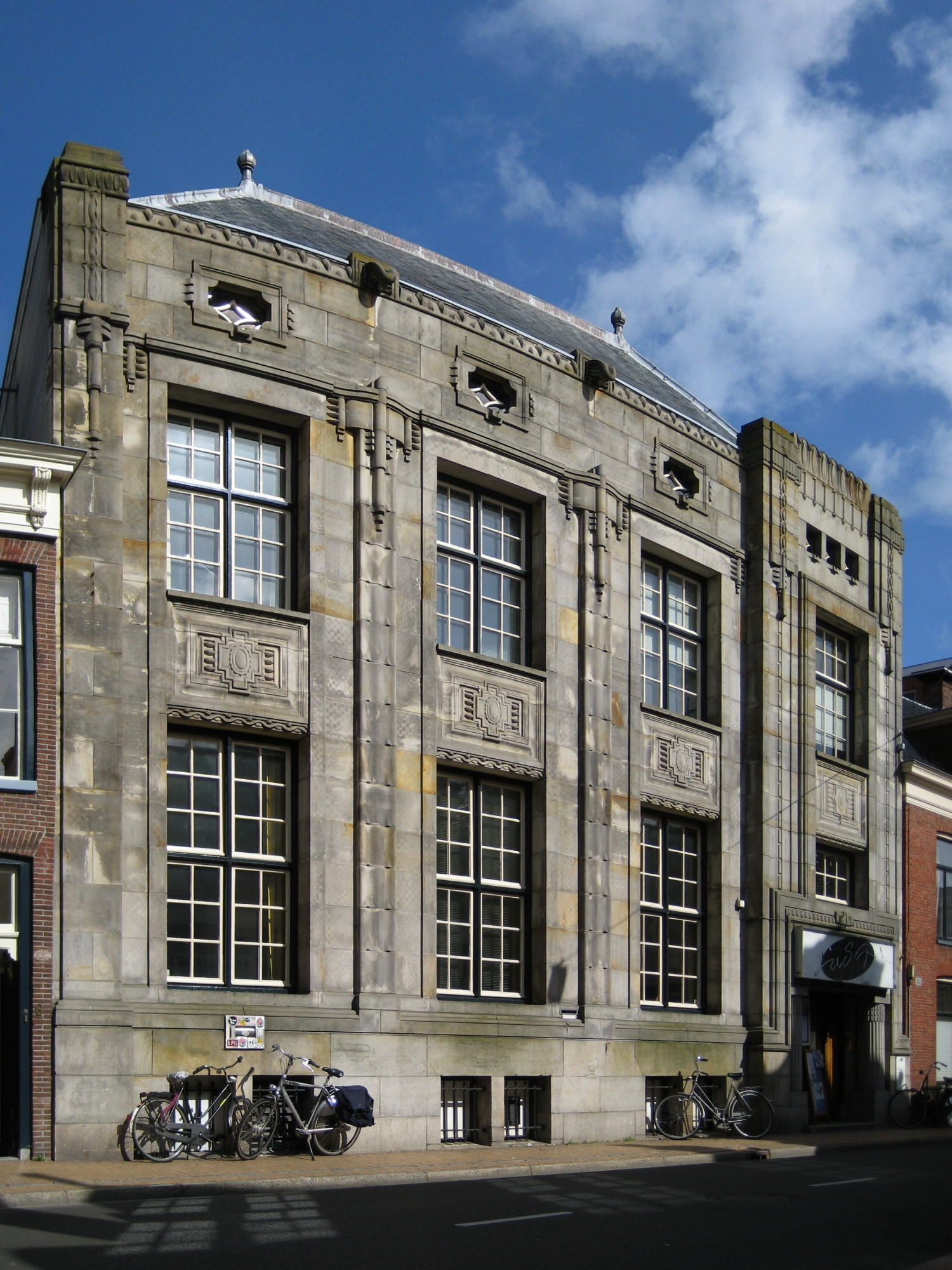
Het pand van de Usva aan de Munnekeholm in Groningen in 2010. Het is een rijksmonument.

Cultureel Studentencentrum Usva is de culturele voorziening van de Rijksuniversiteit Groningen. Usva verleent diensten die primair bedoeld zijn voor studenten van de universiteit en van de Hanzehogeschool Groningen, maar die in principe algemeen toegankelijk zijn.

## Kenmerken
Usva geeft cursussen gericht op zaken als dans, theater, beeldende kunst en schrijven. Ook verleent Usva subsidies aan culturele studenteninitiatieven. Tevens verleent Usva kantoorruimte aan een aantal culturele studentenorganisaties. Daarnaast beschikt Usva over een theater. De programmering hiervan bestaat onder andere uit evenementen van Usva zelf, optredens van culturele studentenorganisaties en programmering van de stadsschouwburg.
Verder organiseert Usva een aantal jaarlijkse evenementen, zoals het Flicks International Student Short Film Festival, singer/songwritercontest Nootuitgang, het Lazarus Festival en het kledingruilevenement O-Swap. Regelmatig vindt er een Movienight, Jamsessie en Quiznight plaats. Usva lag ooit aan de basis van Groningse evenementen als fotomanifestatie Noorderlicht en het Groninger Studenten Cabaret Festival.

## Geschiedenis
Usva, toen nog gespeld als USVA, werd in 1969 opgericht als stichting, waarbij de letters van de naam stonden voor Universitaire Stichting Vormingsactiviteiten.

## Locatie
De Usva is gevestigd in een voormalig bankgebouw aan de Munnekeholm 10 in Groningen, dat in de jaren 1917–1919 werd gebouwd in opdracht van de Twentsche Bank, een voorganger van de Algemene Bank Nederland (die in 1990 zelf opging in ABN AMRO). Het ontwerp was van de hand van de gebroeders A.D.N. en J.G. van Gendt. Het voormalige bankgebouw is in 1995 aangewezen als rijksmonument, onder andere vanwege zijn grote cultuurhistorische en architectuurhistorische waarde als waardevolle, gave en zeldzame representant van het aan de Art Déco-stijl verwante expressionisme in de Nederlandse bouwkunst van na de Eerste Wereldoorlog.

## Interne structuur
Usva is een afdeling van de Rijksuniversiteit Groningen. De organisatie bestaat uit een aantal stafmedewerkers en een voltijds bestuur dat volledig uit studenten bestaat. De staf faciliteert Usva, en het bestuur maakt het beleid op het gebied van de activiteiten en onderhoudt contacten met zowel professionele culturele organisaties als met studentenorganisaties.